# Laureen Harper
Pour les articles homonymes, voir Harper.
Laureen Anne Harper, née Laureen Ann Teskey, est une personnalité canadienne née le 23 juin 1963 à Turner Valley. Elle est l'épouse de Stephen Harper, 22e Premier ministre du Canada de 2006 à 2015.

## Biographie
Aînée d'une fratrie de trois enfants, elle est née à Turner Valley, une petite ville rurale située au sud-ouest de Calgary en Alberta. Ses parents étaient les propriétaires d'une ferme et d'une compagnie qui effectue des travaux de sous-traitance en électricité. Ils divorcèrent en 1991, après 29 ans de mariage. Laureen Teskey a fréquenté l'école secondaire à Oil Fields High School dont elle est sortie diplômée en 1981, puis le Southern Alberta Institute of Technology, où elle a étudié le journalisme et la photographie. 
Elle a d'abord été mariée à un néo-zélandais, Neil Fenton, de 1985 à 1988. Laureen Teskey a rejoint le Parti réformiste à la fin des années 1980. C'est Cynthia Williams, étudiante en journalisme précédemment fiancée à Stephen Harper, qui a présenté Stephen Harper à Laureen Teskey. En 1991, elle s'implique considérablement dans le mémoire de maîtrise de Stephen Harper (master's thesis), dont elle réalise entre autres une partie importante des graphiques et de l'illustration. Une amitié grandit entre eux, qui devient une relation amoureuse lors de la réunion de Saskatoon à la fin de la même année. Ils se marient le 11 décembre 1993, et leur premier enfant, Benjamin, naît en 1996 et leur second, Rachel, en 1999.

## Nom de famille
Dans la presse canadienne, il existait une certaine confusion à propos du nom qu'elle utilise. À différentes occasions, on l'a désignée dans la presse en utilisant tour à tour Teskey, Harper ou Harper Teskey (sans trait d'union) comme nom de famille. Elle a informé la presse canadienne le 26 janvier 2006 qu'elle voulait être connue sous le nom de Laureen Harper en public, en tant qu'épouse du Premier ministre.

## Campagnes électorales
Depuis son statut d'épouse du Premier ministre en 2006, elle joue un rôle actif aux côtés de son mari durant les campagnes électorales. Au sein du Parti conservateur, elle est surnommée « l'arme secrète  ».

## Vie publique

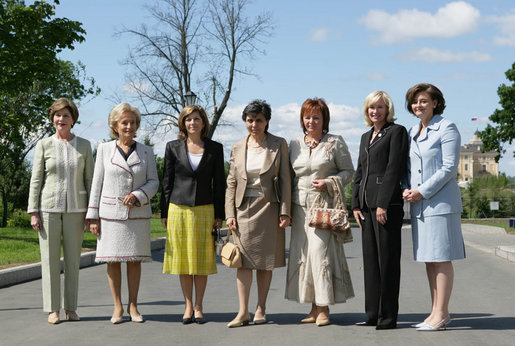
Harper (seconde depuis la droite) au sommet du G8 en 2006.

Elle offre sa maison d'Ottawa à la Société de prévention de la cruauté envers les animaux en tant que famille d'accueil pour les chats, et elle pratique le motocyclisme dans ses temps libres. Son rôle positif envers son mari, qu'elle aurait réussi à rendre plus chaleureux, est également souvent mis en avant. De plus, elle l'accompagne régulièrement dans ses voyages internationaux, tel le G8 et le G20. Très réservée vis-à-vis des Chrétiens évangéliques — car certains de ses proches y avaient "sacrifié" famille et travail — elle s'applique à jouer un rôle de garde-fou dans ce domaine pour éviter à son mari une trop grande implication dans l'Église. 
Elle s'intéresse aux questions touchant à l'Afrique, depuis ses études, où elle a passé 6 mois. Lors de son voyage en Afrique, elle est allée du Caire au Cap en bus, visitant 13 pays différents. C'est grâce à l'intérêt et à la connaissance de l'Afrique de Laureen Teskey qu'elle et Stephen Harper attirent l'attention du député David Kilgour, lorsqu'il prend le petit-déjeuner avec eux après le caucus du Parti libéral, car il avait été l'homme de l'Amérique latine et de l'Afrique dans le cabinet de Jean Chrétien. À cette occasion, David Kilgour avait été frappé par le fait que Laureen Teskey était une des rares personnes qu'il ait rencontré au Canada qui ait été au Darfour.

## Sources
- (en) Cet article est partiellement ou en totalité issu de l’article de Wikipédia en anglais intitulé « Laureen Harper » (voir la liste des auteurs).